# 2006 QN181
2006 QN181, também escrito como 2006 QN181, é um objeto transnetuniano que está localizado no Cinturão de Kuiper, uma região do Sistema Solar. Este corpo celeste é classificado como um provável cubewano. Ele possui uma magnitude absoluta de 6,7 e tem um diâmetro estimado com 139 km.

## Descoberta
2006 QN181 foi descoberto no dia 22 de agosto  de 2006.

## Órbita
A órbita de 2006 QN181 tem uma excentricidade de 0,066 e possui um semieixo maior de 45,583 UA. O seu periélio leva o mesmo a uma distância de 42,579 UA em relação ao Sol e seu afélio a 48,587 UA.